# Boischaut Sud
Pour les articles homonymes, voir Boischaut.
Ne doit pas être confondu avec Boischaut Nord.
Le Boischaut Sud ou Boischaut Méridional est une région naturelle de France, située dans les départements de l'Indre et du Cher, en région Centre-Val de Loire.

## Géographie

### Géologie et relief
Le Boischaut Sud est située dans le sud des départements de l'Indre  et du Cher. C'est une des régions naturelles du parc naturel régional de la Brenne.
L’altitude du Boischaut Sud augmente lorsque l'on descend vers le sud. Au nord, sa limite est marquée par une cuesta jurassique (soulèvement des calcaires de la Champagne berrichonne), dessinant une dépression au pied des marges métamorphiques du Massif central.
Le point culminant du département se trouve dans la commune de Crevant au « bois de Fonteny » à environ 465 mètres d'altitude. Le « Terrier Randoin » deuxième sommet le plus haut du département, se trouve à environ 457 mètres d'altitude sur la commune de Pouligny-Notre-Dame.
Les rivières Indre et Creuse, en franchissant cette cuesta, en ont dégagé les formes (côte de Corlay et côte du Menoux). Ailleurs elle est beaucoup plus discrète et discontinue.
On distingue par conséquent :
- au sud, des roches métamorphiques entaillées par des rivières coulant au fond de gorges, couvertes d'un bocage dense de prairies[1] ;
- au nord, des formations sédimentaires ou détritiques, vallonnées et s'ouvrant aux grandes parcelles labourées[1].

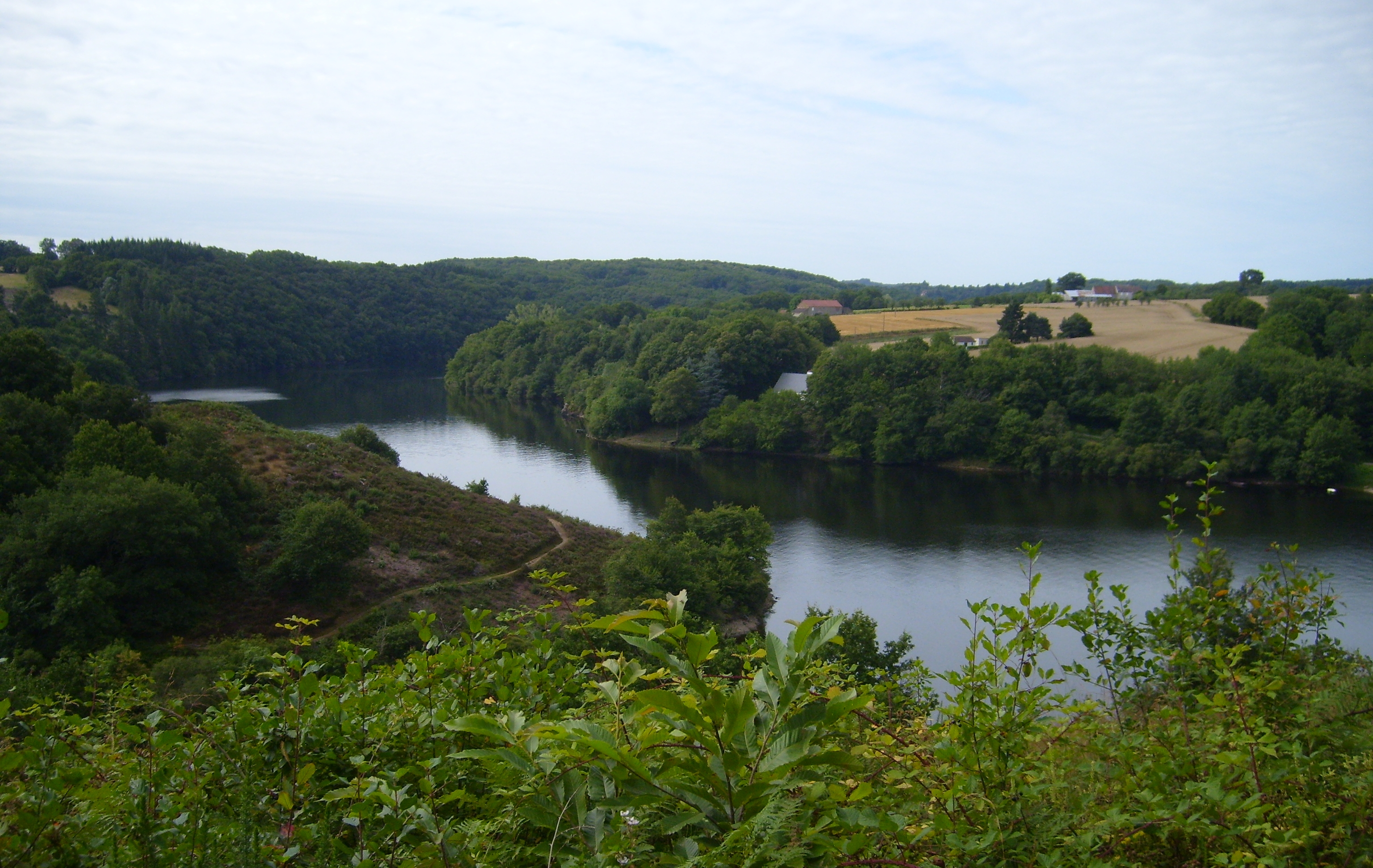
Le Boischaut Sud à Saint-Plantaire en 2009.
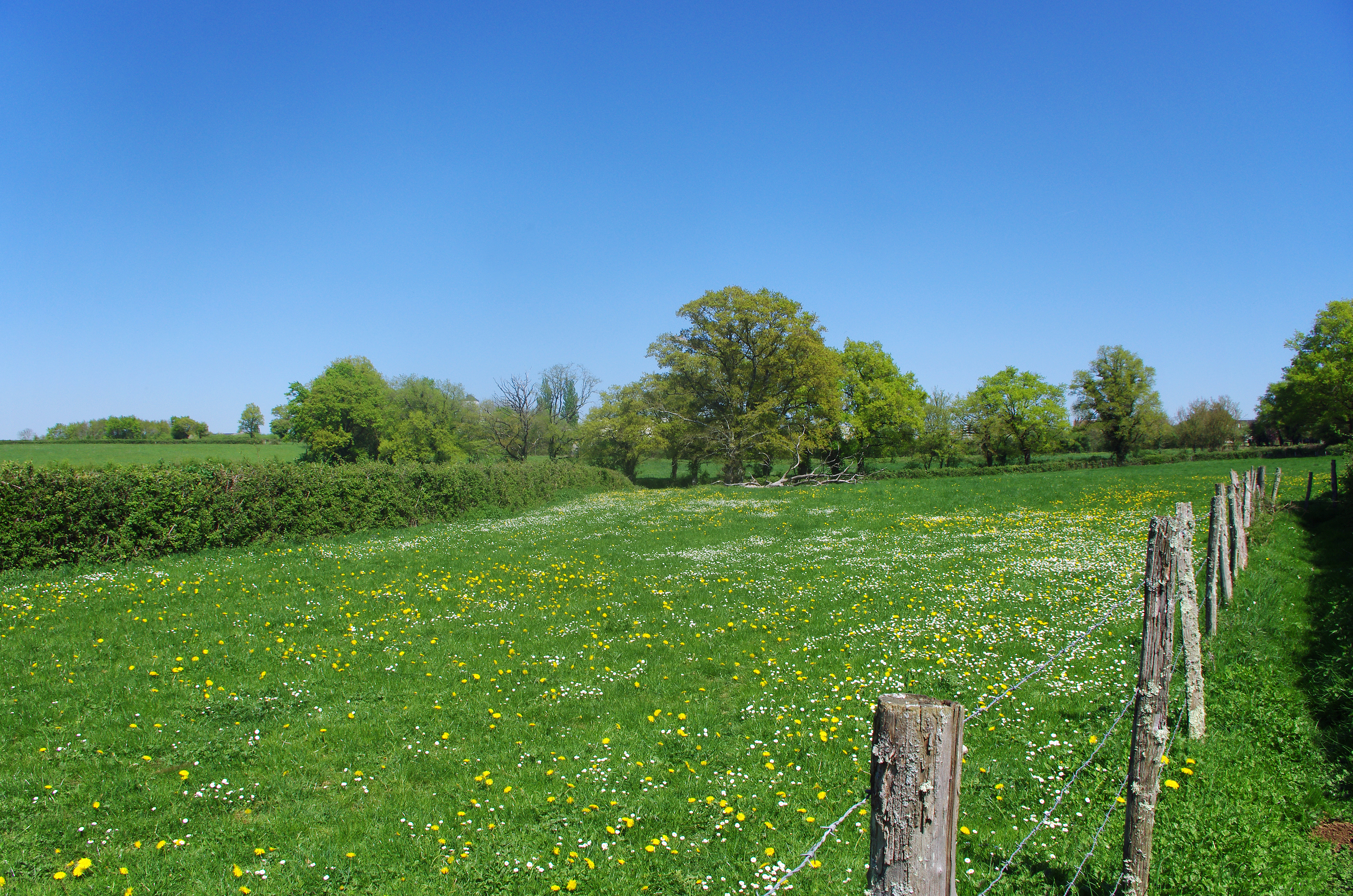
Le Boischaut Sud à Ceaulmont en 2015.

### Hydrographie

#### Cours d'eau
Le Boischaut Sud est irrigué par les cours d'eau suivants :
- Abloux ;
- Allemette ;
- Anglin ;
- Arnon ;
- Aubord ;
- Auzon ;
- Bailledets ;
- Bel Rio ;
- Benaize ;
- Bœuf
- Bouzanne ;
- Bouzanteuil ;
- Bouzantin ;
- Brion ;
- Chadet ;
- Cheminon ;
- Cher ;
- Chignon ;
- Couarde ;
- Creuse ;
- Creuzançais ;
- Étang Civrenne ;
- Étang Villiers ;
- Gargilesse ;
- Gourdon ;
- Grande Thonaise ;
- Igneraie ;
- Indre ;
- Loubière ;
- Les Barres ;
- Les Palles ;
- Liennet ;
- Marmande ;
- Nouzet ;
- Petite Thonaise ;
- Portefeuille (Indre) ;
- Portefeuille (Cher) ;
- Queugne ;
- Sept Fonds ;
- Sinaise ;
- Sonne ;
- Taisonne ;
- Théols ;
- Trian ;
- Vauvre ;
- Vavret ;
- Vieux Cher ;
- Vilaine.

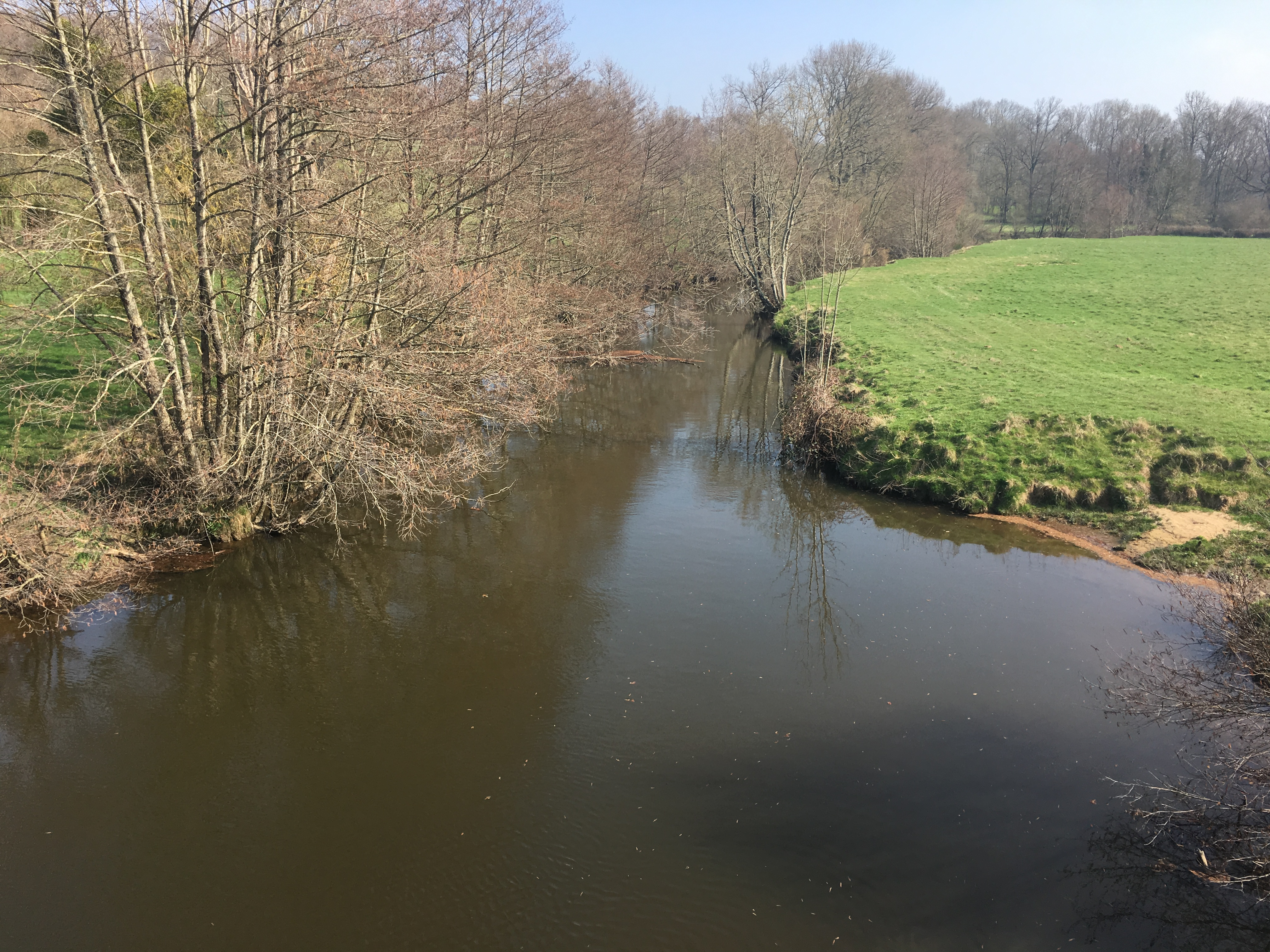
L'Anglin à Dunet en 2017.
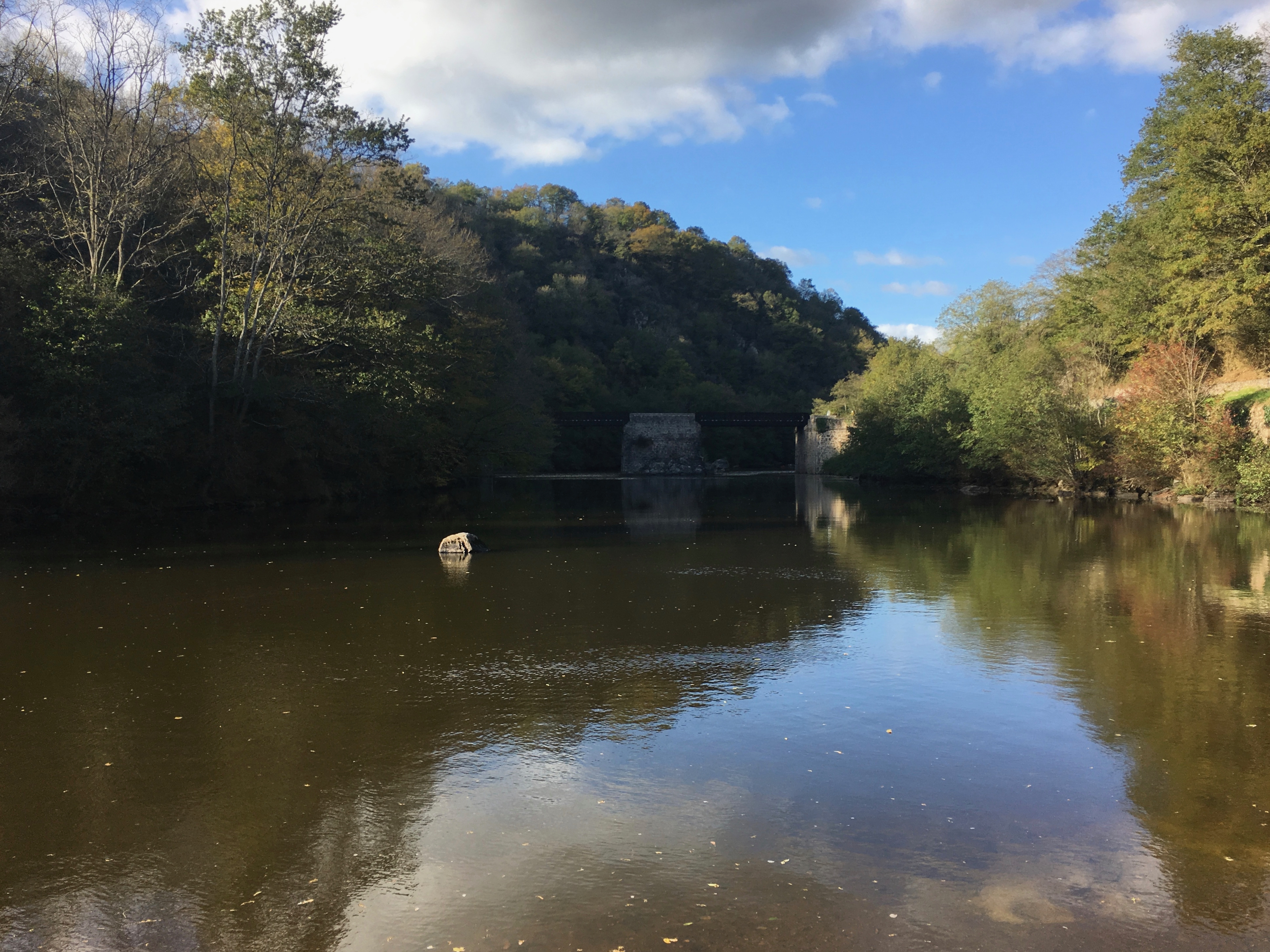
La Creuse à Gargilesse-Dampierre en 2017.
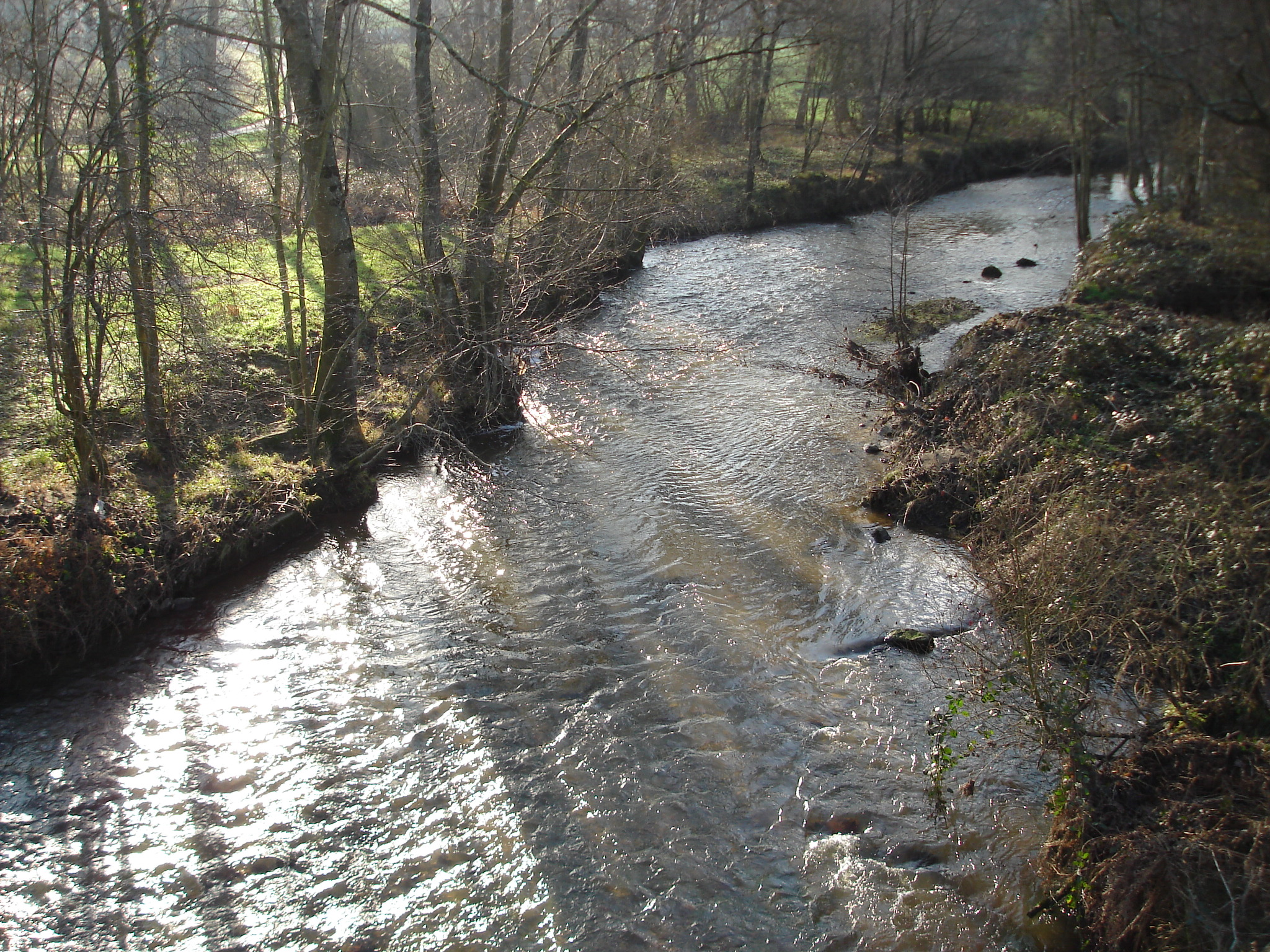
L'Indre à Pouligny-Saint-Martin en 2012.
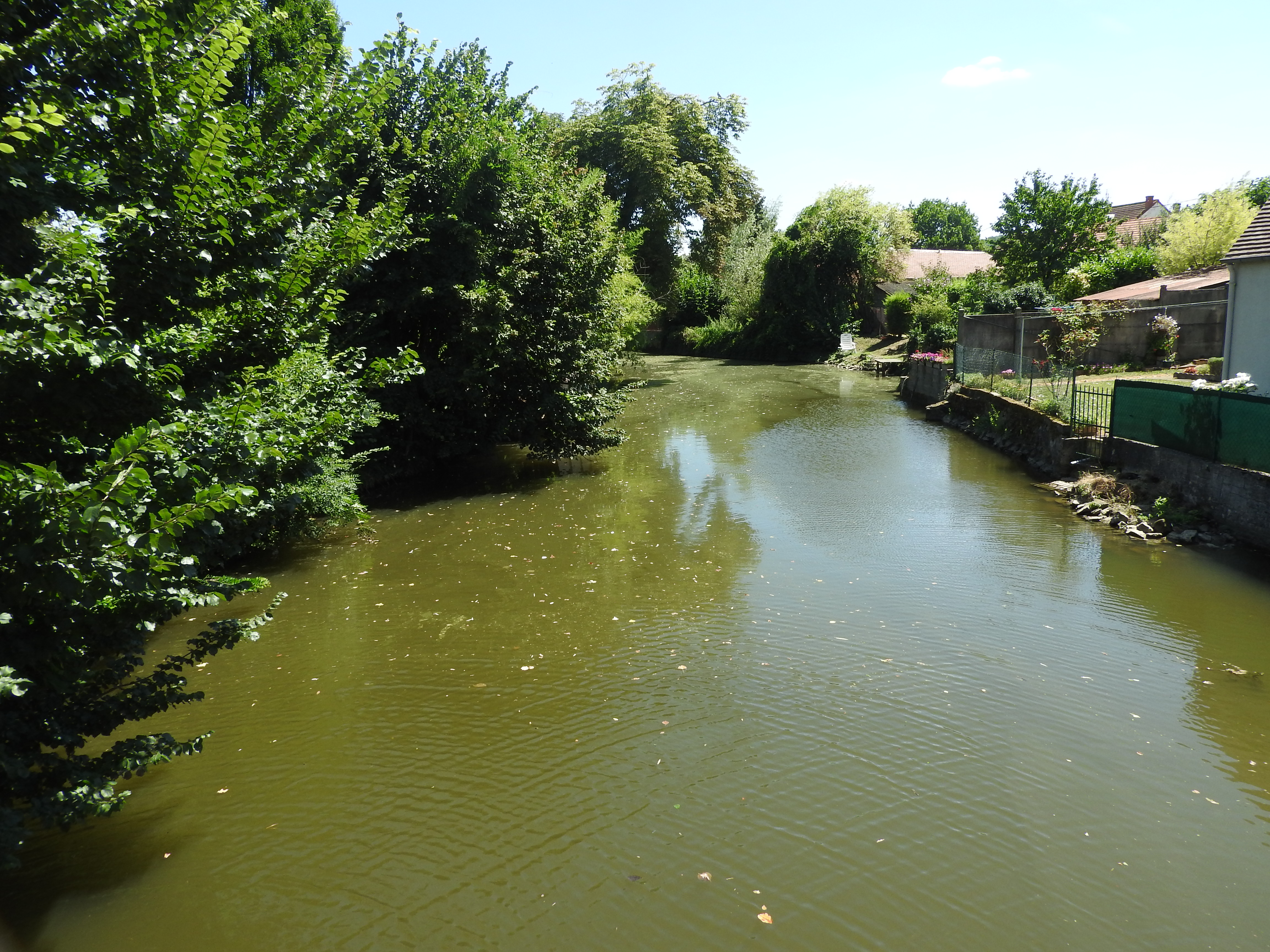
La Marmande à Saint-Amand-Montrond en 2018.

#### Étangs
On dénombre 159 étangs répartis sur 141 ha et 175 mares réparties sur 6 ha étant inclus dans le parc naturel régional de la Brenne.

### Régions naturelles voisines
| Montmorillonnais | Brenne                 | Champagne berrichonne                        |
| Montmorillonnais | Boischaut Sud          | Val de Germigny                              |
| Montmorillonnais | Pays de La Souterraine | Bocage bourbonnais Basse Marche Haute Marche |

### Milieu naturel

#### Flore
On y trouve des lignes de haies et de grands arbres. De plus des prairies sont présentes sur des petits vallons en lisière de forêt.

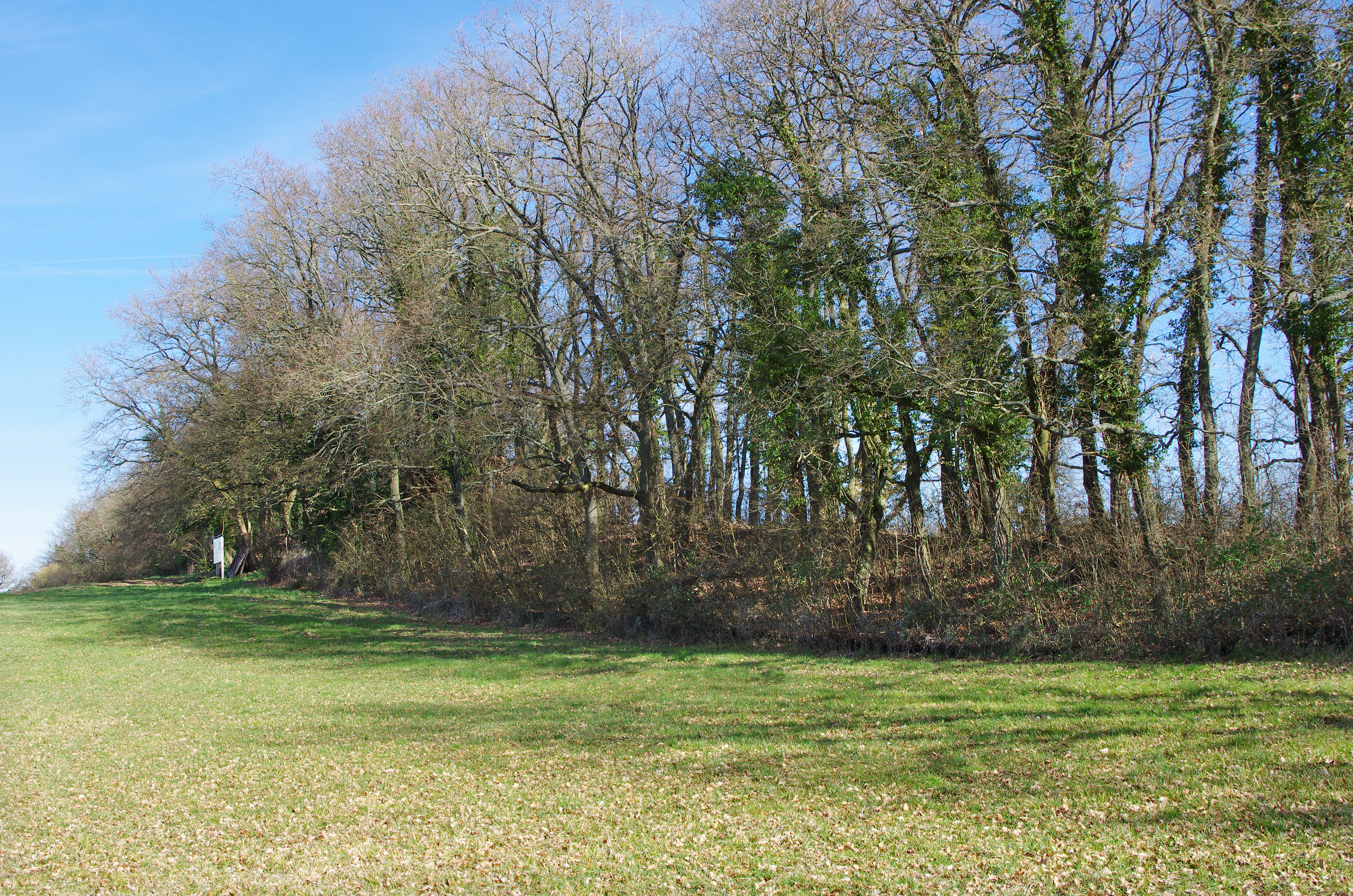
Une haie (bouchure) à La Groutte (18) en 2014.
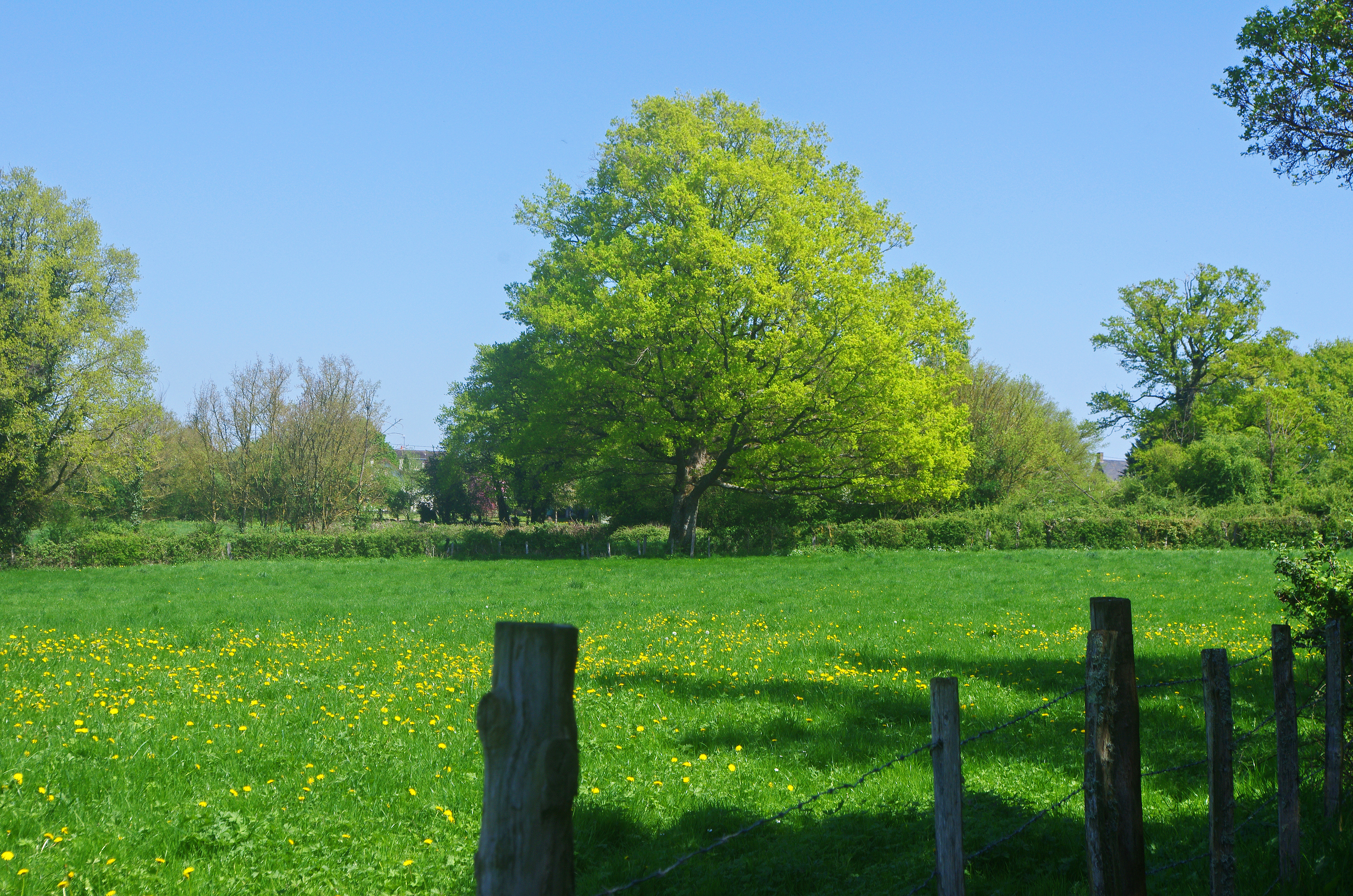
La priaire à Ceaulmont (36) en 2015.
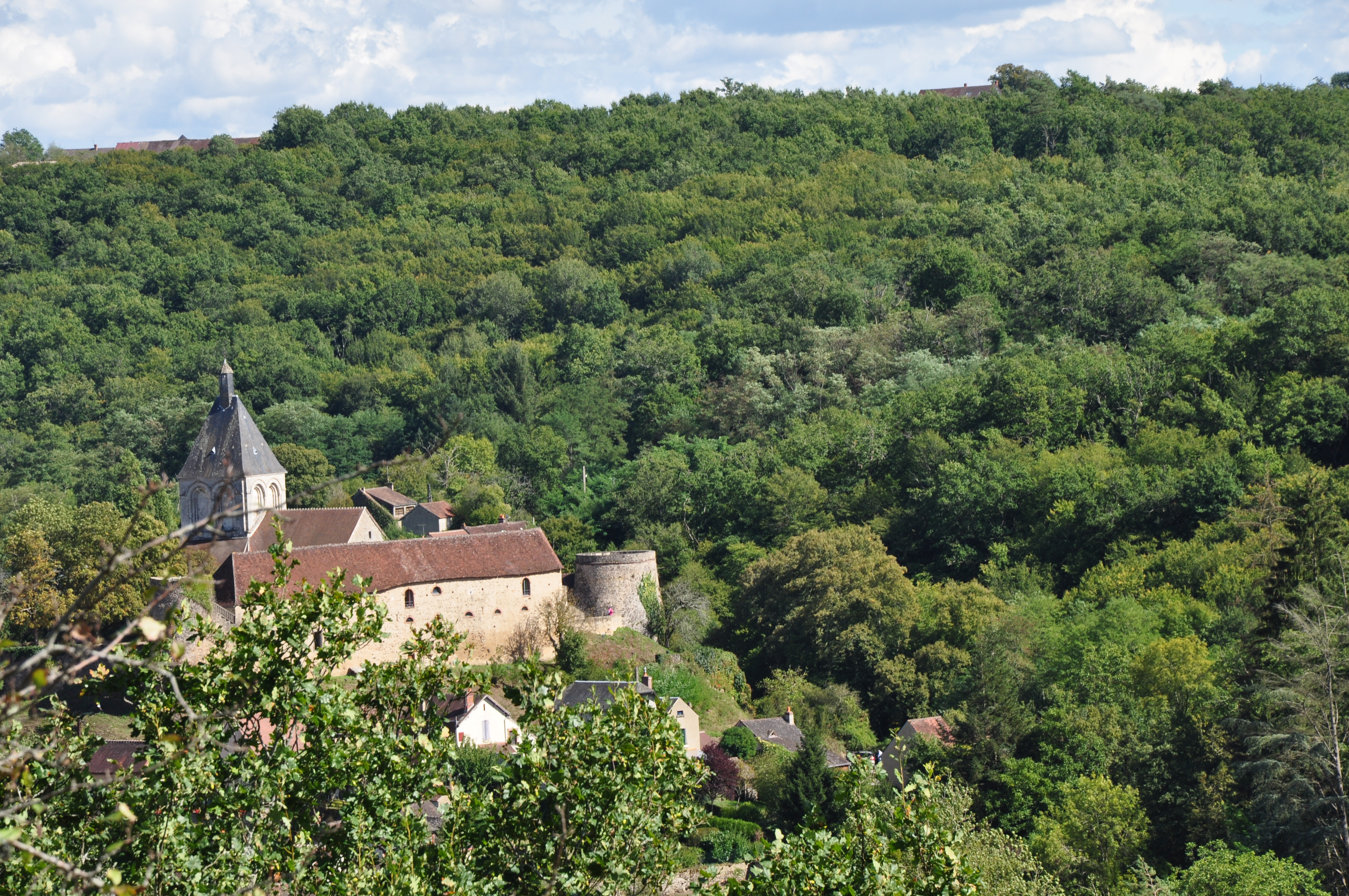
La forêt à Gargilesse-Dampierre en 2010.

#### Faune
- Renard
- Sanglier
- Chevreuil
- Cerf
- Biche
- Perdrix

Le castor d’Europe est présent sur les berges de la rivière Creuse entre les communes d'Argenton-sur-Creuse et de Tournon-Saint-Martin, ainsi que sur la rivière Indre, entre les communes de Fléré-la-Rivière et de Mers-sur-Indre. Cela fait suite au passage en « espèce protégée » en 1968, puis à sa réintroductions par l'homme.

## Histoire
Au Moyen Âge, les petites propriétés paysannes côtoient les grand domaines et jusqu’à la Révolution, l'élevage des moutons est dominant à côté de la culture céréalière.
Le bocage est alors plus simple qu’actuellement cantonné à fond de vallon où il enclot les prairies à la protection de certaines parcelles particulièrement productives, et à l'accompagnement des principaux cheminements. À cette époque, sont déjà présents les haies longues et sinueuse composées de grands arbres qui marquent aujourd’hui le paysage.
Après la Révolution, la vente des biens nationaux, la croissance démographique et les partages lors de la succession induisent division parcellaire et densification du bocage.
Au début du XIXe siècle, c’est sous l’influence de son voisin, le prospère Nivernais, que le Boischaut s’est transformé puis adapté à l’élevage des bovins, en favorisant l’implantation de bocages et de prairies riches et grasses.
Aujourd’hui, la région est encore essentiellement rurale, tirant ses principales ressources de la polyculture, de l’élevage bovin, ovin et porcin, de la culture du tabac et des vignes.
Plusieurs incendies de végétations « remarquable » ont malheureusement eu lieu.

## Population

### Démographie
| 1793   | 1800   | 1806   | 1821    | 1831    | 1836    | 1841    | 1846    | 1851    |
| ------ | ------ | ------ | ------- | ------- | ------- | ------- | ------- | ------- |
| 98 750 | 93 127 | 94 652 | 107 027 | 116 700 | 121 472 | 121 721 | 127 630 | 131 245 |

| 1856    | 1861    | 1866    | 1872    | 1876    | 1881    | 1886    | 1891    | 1896    |
| ------- | ------- | ------- | ------- | ------- | ------- | ------- | ------- | ------- |
| 131 117 | 130 650 | 130 649 | 135 272 | 138 626 | 142 900 | 145 737 | 144 469 | 142 324 |

| 1901    | 1906    | 1911    | 1921    | 1926    | 1931    | 1936    | 1946    | 1954    |
| ------- | ------- | ------- | ------- | ------- | ------- | ------- | ------- | ------- |
| 140 954 | 141 775 | 139 013 | 123 013 | 120 487 | 116 104 | 113 207 | 112 864 | 108 279 |

| 1962    | 1968    | 1975   | 1982   | 1990   | 1999   | 2006   | 2012   | 2017   |
| ------- | ------- | ------ | ------ | ------ | ------ | ------ | ------ | ------ |
| 104 758 | 101 743 | 98 217 | 96 689 | 93 884 | 91 555 | 93 598 | 92 379 | 89 470 |

| 2018   | - | - | - | - | - | - | - | - |
| ------ | - | - | - | - | - | - | - | - |
| 88 943 | - | - | - | - | - | - | - | - |

| 1793   | 1800   | 1806   | 1821   | 1831   | 1836   | 1841   | 1846   | 1851   |
| ------ | ------ | ------ | ------ | ------ | ------ | ------ | ------ | ------ |
| 75 275 | 69 504 | 69 547 | 80 042 | 87 051 | 90 245 | 91 483 | 94 962 | 97 752 |

| 1856   | 1861   | 1866   | 1872   | 1876    | 1881    | 1886    | 1891    | 1896    |
| ------ | ------ | ------ | ------ | ------- | ------- | ------- | ------- | ------- |
| 96 915 | 95 826 | 98 284 | 99 158 | 101 647 | 105 020 | 108 136 | 107 129 | 105 859 |

| 1901    | 1906    | 1911    | 1921   | 1926   | 1931   | 1936   | 1946   | 1954   |
| ------- | ------- | ------- | ------ | ------ | ------ | ------ | ------ | ------ |
| 105 482 | 106 070 | 104 180 | 92 446 | 90 117 | 86 515 | 84 427 | 83 032 | 79 707 |

| 1962   | 1968   | 1975   | 1982   | 1990   | 1999   | 2006   | 2012   | 2017   |
| ------ | ------ | ------ | ------ | ------ | ------ | ------ | ------ | ------ |
| 76 816 | 73 884 | 70 458 | 69 676 | 67 664 | 66 109 | 67 809 | 67 752 | 66 383 |

| 2018   | - | - | - | - | - | - | - | - |
| ------ | - | - | - | - | - | - | - | - |
| 65 881 | - | - | - | - | - | - | - | - |

| 1793   | 1800   | 1806   | 1821   | 1831   | 1836   | 1841   | 1846   | 1851   |
| ------ | ------ | ------ | ------ | ------ | ------ | ------ | ------ | ------ |
| 23 475 | 23 623 | 25 105 | 26 985 | 29 649 | 31 227 | 30 238 | 32 668 | 33 493 |

| 1856   | 1861   | 1866   | 1872   | 1876   | 1881   | 1886   | 1891   | 1896   |
| ------ | ------ | ------ | ------ | ------ | ------ | ------ | ------ | ------ |
| 34 202 | 34 824 | 36 365 | 36 114 | 36 979 | 37 880 | 37 601 | 37 340 | 36 465 |

| 1901   | 1906   | 1911   | 1921   | 1926   | 1931   | 1936   | 1946   | 1954   |
| ------ | ------ | ------ | ------ | ------ | ------ | ------ | ------ | ------ |
| 35 472 | 35 705 | 34 833 | 30 567 | 30 370 | 29 589 | 28 780 | 29 832 | 28 572 |

| 1962   | 1968   | 1975   | 1982   | 1990   | 1999   | 2006   | 2012   | 2017   |
| ------ | ------ | ------ | ------ | ------ | ------ | ------ | ------ | ------ |
| 27 942 | 27 859 | 27 759 | 27 013 | 26 220 | 25 446 | 25 789 | 24 627 | 23 087 |

| 2018   | - | - | - | - | - | - | - | - |
| ------ | - | - | - | - | - | - | - | - |
| 23 062 | - | - | - | - | - | - | - | - |

### Communes
Le Boischaut Sud compte 130 communes, avec une superficie de 3 011,57 km2.

#### Indre
L'Indre compte 94 communes, avec une superficie de 2 261,08 km2.
| Nom                           | Code Insee | Intercommunalité                           | Superficie (km2) | Population (dernière pop. légale) | Densité (hab./km2) |
| ----------------------------- | ---------- | ------------------------------------------ | ---------------- | --------------------------------- | ------------------ |
| Aigurande                     | 36001      | CC de la Marche Berrichonne                | 27,77            | 1 329 (2022)                      | 48                 |
| Ambrault                      | 36003      | CC Champagne Boischauts                    | 25,59            | 887 (2022)                        | 35                 |
| Ardentes                      | 36005      | CA Châteauroux Métropole                   | 62,09            | 3 747 (2022)                      | 60                 |
| Argenton-sur-Creuse           | 36006      | CC Éguzon - Argenton - Vallée de la Creuse | 29,34            | 4 817 (2022)                      | 164                |
| Badecon-le-Pin                | 36158      | CC Éguzon - Argenton - Vallée de la Creuse | 9,88             | 761 (2022)                        | 77                 |
| Baraize                       | 36012      | CC Éguzon - Argenton - Vallée de la Creuse | 16,39            | 357 (2022)                        | 22                 |
| Bazaiges                      | 36014      | CC Éguzon - Argenton - Vallée de la Creuse | 18,37            | 213 (2022)                        | 12                 |
| Beaulieu                      | 36015      | CC Marche Occitane - Val d'Anglin          | 7,48             | 51 (2022)                         | 6,8                |
| La Berthenoux                 | 36017      | CC de La Châtre et Sainte-Sévère           | 39,82            | 361 (2022)                        | 9,1                |
| Bommiers                      | 36019      | CC Champagne Boischauts                    | 28,38            | 320 (2022)                        | 11                 |
| Bonneuil                      | 36020      | CC Marche Occitane - Val d'Anglin          | 11,41            | 75 (2022)                         | 6,6                |
| Briantes                      | 36025      | CC de La Châtre et Sainte-Sévère           | 23,12            | 596 (2022)                        | 26                 |
| La Buxerette                  | 36028      | CC de la Marche Berrichonne                | 10,99            | 111 (2022)                        | 10                 |
| Ceaulmont                     | 36032      | CC Éguzon - Argenton - Vallée de la Creuse | 17,38            | 673 (2022)                        | 39                 |
| Celon                         | 36033      | CC Éguzon - Argenton - Vallée de la Creuse | 17,04            | 383 (2022)                        | 22                 |
| Chaillac                      | 36035      | CC Marche Occitane - Val d'Anglin          | 59,79            | 1 031 (2022)                      | 17                 |
| Champillet                    | 36038      | CC de La Châtre et Sainte-Sévère           | 6,94             | 126 (2022)                        | 18                 |
| Chasseneuil                   | 36042      | CC Éguzon - Argenton - Vallée de la Creuse | 29,85            | 710 (2022)                        | 24                 |
| Chassignolles                 | 36043      | CC de La Châtre et Sainte-Sévère           | 29,94            | 533 (2022)                        | 18                 |
| La Châtre                     | 36046      | CC de La Châtre et Sainte-Sévère           | 6,06             | 4 038 (2022)                      | 666                |
| La Châtre-Langlin             | 36047      | CC Marche Occitane - Val d'Anglin          | 27,4             | 503 (2022)                        | 18                 |
| Chavin                        | 36048      | CC Éguzon - Argenton - Vallée de la Creuse | 14,01            | 270 (2022)                        | 19                 |
| Chazelet                      | 36049      | CC Brenne - Val de Creuse                  | 11,73            | 124 (2022)                        | 11                 |
| Cluis                         | 36056      | CC du Val de Bouzanne                      | 35,32            | 979 (2022)                        | 28                 |
| Crevant                       | 36060      | CC de la Marche Berrichonne                | 36,54            | 706 (2022)                        | 19                 |
| Crozon-sur-Vauvre             | 36061      | CC de la Marche Berrichonne                | 27,69            | 331 (2022)                        | 12                 |
| Cuzion                        | 36062      | CC Éguzon - Argenton - Vallée de la Creuse | 18,45            | 474 (2022)                        | 26                 |
| Dunet                         | 36067      | CC Marche Occitane - Val d'Anglin          | 9,24             | 103 (2022)                        | 11                 |
| Éguzon-Chantôme               | 36070      | CC Éguzon - Argenton - Vallée de la Creuse | 36,44            | 1 314 (2022)                      | 36                 |
| Étrechet                      | 36071      | CA Châteauroux Métropole                   | 17,89            | 1 002 (2022)                      | 56                 |
| Feusines                      | 36073      | CC de La Châtre et Sainte-Sévère           | 12,49            | 208 (2022)                        | 17                 |
| Fougerolles                   | 36078      | CC du Val de Bouzanne                      | 17,17            | 352 (2022)                        | 21                 |
| Gargilesse-Dampierre          | 36081      | CC Éguzon - Argenton - Vallée de la Creuse | 15,72            | 267 (2022)                        | 17                 |
| Gournay                       | 36084      | CC du Val de Bouzanne                      | 20,33            | 280 (2022)                        | 14                 |
| Lacs                          | 36091      | CC de La Châtre et Sainte-Sévère           | 13,46            | 655 (2022)                        | 49                 |
| Lignac                        | 36094      | CC Marche Occitane - Val d'Anglin          | 67,03            | 459 (2022)                        | 6,8                |
| Lignerolles                   | 36095      | CC de La Châtre et Sainte-Sévère           | 13               | 115 (2022)                        | 8,8                |
| Lourdoueix-Saint-Michel       | 36099      | CC de la Marche Berrichonne                | 19,67            | 303 (2022)                        | 15                 |
| Lourouer-Saint-Laurent        | 36100      | CC de La Châtre et Sainte-Sévère           | 11,21            | 250 (2022)                        | 22                 |
| Lys-Saint-Georges             | 36108      | CC du Val de Bouzanne                      | 12,98            | 200 (2022)                        | 15                 |
| Le Magny                      | 36109      | CC de La Châtre et Sainte-Sévère           | 17,84            | 1 015 (2022)                      | 57                 |
| Maillet                       | 36110      | CC du Val de Bouzanne                      | 25,02            | 242 (2022)                        | 9,7                |
| Malicornay                    | 36111      | CC du Val de Bouzanne                      | 16,31            | 189 (2022)                        | 12                 |
| Mâron                         | 36112      | CA Châteauroux Métropole                   | 27,84            | 736 (2022)                        | 26                 |
| Le Menoux                     | 36117      | CC Éguzon - Argenton - Vallée de la Creuse | 5,58             | 412 (2022)                        | 74                 |
| Mers-sur-Indre                | 36120      | CC du Val de Bouzanne                      | 25,45            | 664 (2022)                        | 26                 |
| Montchevrier                  | 36126      | CC de la Marche Berrichonne                | 34,7             | 448 (2022)                        | 13                 |
| Montgivray                    | 36127      | CC de La Châtre et Sainte-Sévère           | 25,48            | 1 557 (2022)                      | 61                 |
| Montipouret                   | 36129      | CC du Val de Bouzanne                      | 27,89            | 611 (2022)                        | 22                 |
| Montlevicq                    | 36130      | CC de La Châtre et Sainte-Sévère           | 18,79            | 106 (2022)                        | 5,6                |
| Mosnay                        | 36131      | CC Éguzon - Argenton - Vallée de la Creuse | 25,28            | 463 (2022)                        | 18                 |
| La Motte-Feuilly              | 36132      | CC de La Châtre et Sainte-Sévère           | 5,68             | 74 (2022)                         | 13                 |
| Mouhers                       | 36133      | CC du Val de Bouzanne                      | 17,89            | 205 (2022)                        | 11                 |
| Mouhet                        | 36134      | CC Marche Occitane - Val d'Anglin          | 32,26            | 411 (2022)                        | 13                 |
| Néret                         | 36138      | CC de La Châtre et Sainte-Sévère           | 19,05            | 188 (2022)                        | 9,9                |
| Neuvy-Saint-Sépulchre         | 36141      | CC du Val de Bouzanne                      | 35,11            | 1 657 (2022)                      | 47                 |
| Nohant-Vic                    | 36143      | CC de La Châtre et Sainte-Sévère           | 21,25            | 451 (2022)                        | 21                 |
| Orsennes                      | 36146      | CC de la Marche Berrichonne                | 49,28            | 705 (2022)                        | 14                 |
| Parnac                        | 36150      | CC Marche Occitane - Val d'Anglin          | 46,75            | 511 (2022)                        | 11                 |
| Le Pêchereau                  | 36154      | CC Éguzon - Argenton - Vallée de la Creuse | 20,94            | 1 781 (2022)                      | 85                 |
| Pérassay                      | 36156      | CC de La Châtre et Sainte-Sévère           | 24,19            | 415 (2022)                        | 17                 |
| Le Poinçonnet                 | 36159      | CA Châteauroux Métropole                   | 45               | 5 848 (2022)                      | 130                |
| Le Pont-Chrétien-Chabenet     | 36161      | CC Éguzon - Argenton - Vallée de la Creuse | 9,03             | 934 (2022)                        | 103                |
| Pommiers                      | 36160      | CC Éguzon - Argenton - Vallée de la Creuse | 12,19            | 228 (2022)                        | 19                 |
| Pouligny-Notre-Dame           | 36163      | CC de La Châtre et Sainte-Sévère           | 33,75            | 641 (2022)                        | 19                 |
| Pouligny-Saint-Martin         | 36164      | CC de La Châtre et Sainte-Sévère           | 15,66            | 232 (2022)                        | 15                 |
| Pruniers                      | 36169      | CC Champagne Boischauts                    | 49               | 497 (2022)                        | 10                 |
| Rivarennes                    | 36172      | CC Brenne - Val de Creuse                  | 37,41            | 491 (2022)                        | 13                 |
| Roussines                     | 36174      | CC Marche Occitane - Val d'Anglin          | 22,98            | 358 (2022)                        | 16                 |
| Sacierges-Saint-Martin        | 36177      | CC Brenne - Val de Creuse                  | 31,17            | 308 (2022)                        | 9,9                |
| Saint-Août                    | 36180      | CC de La Châtre et Sainte-Sévère           | 54,11            | 817 (2022)                        | 15                 |
| Saint-Benoît-du-Sault         | 36182      | CC Marche Occitane - Val d'Anglin          | 1,8              | 510 (2022)                        | 283                |
| Saint-Chartier                | 36184      | CC de La Châtre et Sainte-Sévère           | 27,52            | 465 (2022)                        | 17                 |
| Saint-Christophe-en-Boucherie | 36186      | CC de La Châtre et Sainte-Sévère           | 26,89            | 234 (2022)                        | 8,7                |
| Saint-Civran                  | 36187      | CC Brenne - Val de Creuse                  | 11,61            | 138 (2022)                        | 12                 |
| Saint-Denis-de-Jouhet         | 36189      | CC de la Marche Berrichonne                | 43,48            | 969 (2022)                        | 22                 |
| Saint-Gaultier                | 36192      | CC Éguzon - Argenton - Vallée de la Creuse | 9,2              | 1 714 (2022)                      | 186                |
| Saint-Gilles                  | 36196      | CC Marche Occitane - Val d'Anglin          | 7,68             | 92 (2022)                         | 12                 |
| Saint-Marcel                  | 36200      | CC Éguzon - Argenton - Vallée de la Creuse | 17,84            | 1 510 (2022)                      | 85                 |
| Saint-Plantaire               | 36207      | CC de la Marche Berrichonne                | 34,07            | 602 (2022)                        | 18                 |
| Sainte-Sévère-sur-Indre       | 36208      | CC de La Châtre et Sainte-Sévère           | 26,03            | 775 (2022)                        | 30                 |
| Sarzay                        | 36210      | CC de La Châtre et Sainte-Sévère           | 18,3             | 300 (2022)                        | 16                 |
| Sassierges-Saint-Germain      | 36211      | CA Châteauroux Métropole                   | 31,72            | 447 (2022)                        | 14                 |
| Sazeray                       | 36214      | CC de La Châtre et Sainte-Sévère           | 22,69            | 296 (2022)                        | 13                 |
| Thenay                        | 36220      | CC Brenne - Val de Creuse                  | 34,21            | 897 (2022)                        | 26                 |
| Thevet-Saint-Julien           | 36221      | CC de La Châtre et Sainte-Sévère           | 30,94            | 395 (2022)                        | 13                 |
| Tilly                         | 36223      | CC Marche Occitane - Val d'Anglin          | 14,77            | 138 (2022)                        | 9,3                |
| Tranzault                     | 36226      | CC du Val de Bouzanne                      | 17,97            | 347 (2022)                        | 19                 |
| Urciers                       | 36227      | CC de La Châtre et Sainte-Sévère           | 19,02            | 239 (2022)                        | 13                 |
| Verneuil-sur-Igneraie         | 36234      | CC de La Châtre et Sainte-Sévère           | 9,84             | 343 (2022)                        | 35                 |
| Vicq-Exemplet                 | 36236      | CC de La Châtre et Sainte-Sévère           | 38,74            | 321 (2022)                        | 8,3                |
| Vigoulant                     | 36238      | CC de La Châtre et Sainte-Sévère           | 9,71             | 99 (2022)                         | 10                 |
| Vigoux                        | 36239      | CC Brenne - Val de Creuse                  | 37,51            | 469 (2022)                        | 13                 |
| Vijon                         | 36240      | CC de La Châtre et Sainte-Sévère           | 21,26            | 289 (2022)                        | 14                 |

#### Cher
Le Cher compte 36 communes, avec une superficie de 750,49 km2.
| Nom                        | Code Insee | Intercommunalité        | Superficie (km2) | Population (dernière pop. légale) | Densité (hab./km2) |
| -------------------------- | ---------- | ----------------------- | ---------------- | --------------------------------- | ------------------ |
| Ainay-le-Vieil             | 18002      | CC Berry Grand Sud      | 13,77            | 191 (2022)                        | 14                 |
| Arcomps                    | 18009      | CC Berry Grand Sud      | 20,14            | 269 (2022)                        | 13                 |
| Ardenais                   | 18010      | CC Berry Grand Sud      | 17,55            | 203 (2022)                        | 12                 |
| Bouzais                    | 18034      | CC Cœur de France       | 3,35             | 285 (2022)                        | 85                 |
| La Celette                 | 18041      | CC Berry Grand Sud      | 24,81            | 204 (2022)                        | 8,2                |
| La Celle-Condé             | 18043      | CC Arnon Boischaut Cher | 30,94            | 191 (2022)                        | 6,2                |
| Chambon                    | 18046      | CC Arnon Boischaut Cher | 13,91            | 154 (2022)                        | 11                 |
| Le Châtelet                | 18059      | CC Berry Grand Sud      | 32,8             | 920 (2022)                        | 28                 |
| Colombiers                 | 18069      | CC Cœur de France       | 9,51             | 410 (2022)                        | 43                 |
| Coust                      | 18076      | CC Cœur de France       | 21,89            | 430 (2022)                        | 20                 |
| Drevant                    | 18086      | CC Cœur de France       | 4,84             | 551 (2022)                        | 114                |
| Épineuil-le-Fleuriel       | 18089      | CC Berry Grand Sud      | 41,6             | 447 (2022)                        | 11                 |
| Farges-Allichamps          | 18091      | CC Cœur de France       | 8,3              | 255 (2022)                        | 31                 |
| Faverdines                 | 18093      | CC Berry Grand Sud      | 18,51            | 134 (2022)                        | 7,2                |
| La Groutte                 | 18107      | CC Cœur de France       | 2,92             | 119 (2022)                        | 41                 |
| Ids-Saint-Roch             | 18112      | CC Berry Grand Sud      | 27,83            | 287 (2022)                        | 10                 |
| Ineuil                     | 18114      | CC Berry Grand Sud      | 27,48            | 216 (2022)                        | 7,9                |
| Lignières                  | 18127      | CC Arnon Boischaut Cher | 21,88            | 1 325 (2022)                      | 61                 |
| Loye-sur-Arnon             | 18130      | CC Berry Grand Sud      | 34,15            | 301 (2022)                        | 8,8                |
| Maisonnais                 | 18135      | CC Berry Grand Sud      | 26,95            | 228 (2022)                        | 8,5                |
| Marçais                    | 18136      | CC Cœur de France       | 29,03            | 305 (2022)                        | 11                 |
| Morlac                     | 18153      | CC Berry Grand Sud      | 32,38            | 274 (2022)                        | 8,5                |
| Nozières                   | 18169      | CC Cœur de France       | 10,35            | 234 (2022)                        | 23                 |
| Orcenais                   | 18171      | CC Cœur de France       | 18,93            | 242 (2022)                        | 13                 |
| Orval                      | 18172      | CC Cœur de France       | 7,65             | 1 637 (2022)                      | 214                |
| La Perche                  | 18178      | CC Berry Grand Sud      | 10,45            | 192 (2022)                        | 18                 |
| Rezay                      | 18193      | CC Berry Grand Sud      | 21,26            | 203 (2022)                        | 9,5                |
| Saint-Amand-Montrond       | 18197      | CC Cœur de France       | 20,17            | 9 690 (2022)                      | 480                |
| Saint-Georges-de-Poisieux  | 18209      | CC Berry Grand Sud      | 15,61            | 435 (2022)                        | 28                 |
| Saint-Hilaire-en-Lignières | 18216      | CC Berry Grand Sud      | 53,78            | 496 (2022)                        | 9,2                |
| Saint-Pierre-les-Bois      | 18230      | CC Berry Grand Sud      | 20,38            | 272 (2022)                        | 13                 |
| Saint-Symphorien           | 18236      | CC Arnon Boischaut Cher | 9,54             | 133 (2022)                        | 14                 |
| Saint-Vitte                | 18238      | CC Berry Grand Sud      | 16,38            | 121 (2022)                        | 7,4                |
| Saulzais-le-Potier         | 18245      | CC Berry Grand Sud      | 32,38            | 476 (2022)                        | 15                 |
| Touchay                    | 18266      | CC Berry Grand Sud      | 23,41            | 224 (2022)                        | 9,6                |
| Vallenay                   | 18270      | CC Arnon Boischaut Cher | 25,66            | 694 (2022)                        | 27                 |

## Culture

### Agriculture
Les cultures de céréales, comme le blé, l'avoine, le maïs, l'orge, le colza et le tournesol se sont développées en Boischaut Sud.
On y trouve de l'élevage bovin, ovin et caprin.
La viticulture est présente, avec le vin d'appellation d'origine contrôlée : châteaumeillant.

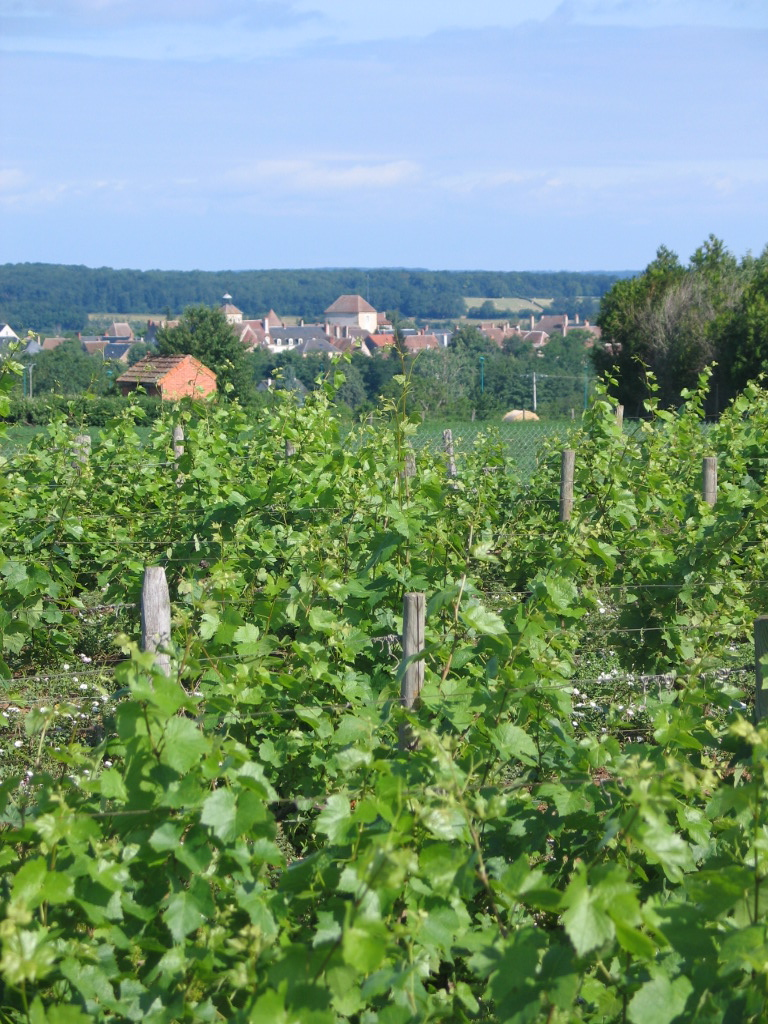
Le vignoble de Châteaumeillant en 2006.

### Tourisme
- Église Saint-Amand de Saint-Amand-Montrond
- Église Saint-Étienne de Neuvy-Saint-Sépulchre
- Fresques de l'église Saint-Martin de Vic
- Château de Sarzay
- Domaine de George Sand
- Amphithéâtre gallo-romain de Drevant
- Sentier de grande randonnée de pays de la Brenne
- Sentier de grande randonnée de pays du Val de Creuse
- Sur les pas des maîtres sonneurs
- Voie verte des Vallées